# Rosemary Carpenter
Rosemary Carpenter est une phytogénéticienne britannique connue pour ses travaux sur les membres du genre Antirrhinum, communément appelé muflier, pour lesquels elle et Enrico Coen reçoivent la médaille Darwin de la Royal Society en 2004 .

## Carrière
À partir des années 1960, Carpenter travaille avec Brian Harrison au John Innes Center sur des mutants instables du muflier Antirrhinum . Après avoir rencontré Carpenter lors d'un entretien au John Innes Center en 1983, Enrico Coen rejoint le centre et ils commencent une longue collaboration avec lui en utilisant les mufliers comme système modèle pour comprendre les gènes sauteurs et l'évolution ,. Ils appliquent une combinaison d'approches moléculaires, génétiques et morphologiques aux mufliers dans le but d'élucider les schémas de développement des fleurs  en utilisant les centaines de mutants Antirrhihum établis par Carpenter . Elle prend sa retraite en 2003 .

## Recherches

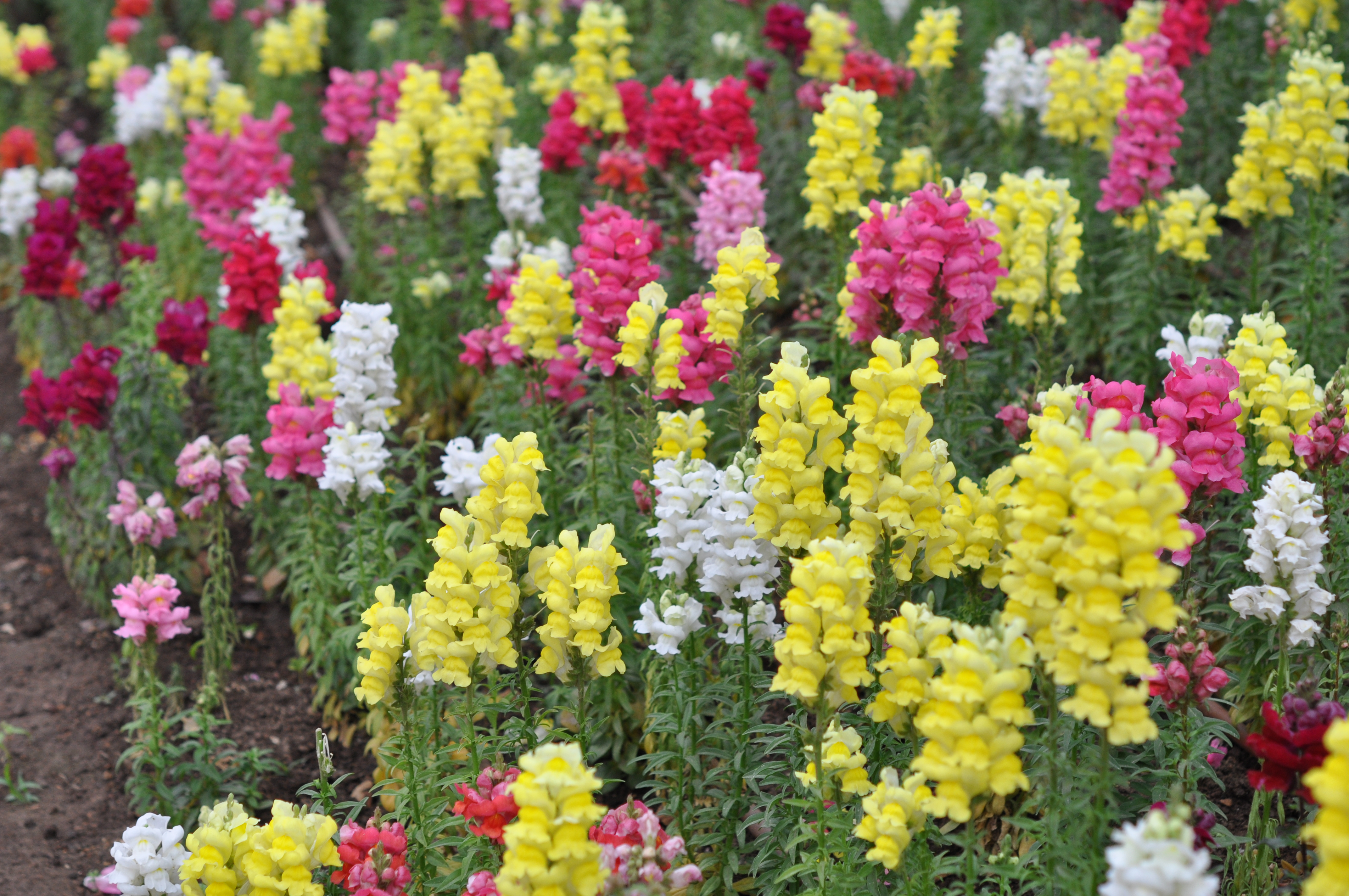
Carpenter est une généticienne des plantes qui a travaillé sur Antirrhinum, les mufliers.

Carpenter est une phytogénéticienne connue pour ses recherches sur la génétique des populations du muflier, Antirrhihum . Travaillant avec Brian Harrison dans les années 1970, elle définit les instabilités génétiques chez Antirrhinum et le rôle de la température dans le contrôle du taux d'instabilité de gènes spécifiques , et d'éléments transposables présents à la fois dans le maïs et les mufliers. C'est la première fois qu'un lien entre l'instabilité génétique et Antirrhihum est formalisé, une étape importante dans la recherche utilisant des mufliers . L'instabilité des gènes chez les mufliers est à la base de la collaboration de Carpenter avec Enrico Coen, où ils travaillent d'abord sur les transposons et l'effet de la température sur l'excision de gènes spécifiques  et comment les éléments transposables provoquent la variabilité de l'expression des gènes ,. Carpenter, Coen et leurs étudiants isolent les gènes contrôlant le développement floral ,,. Ces investigations génétiques leur permettent de définir les motifs de couleur ,, la forme ,, et l'asymétrie florale , chez les mufliers et d'autres plantes. Les recherches de Carpenter sur les mufliers comprennent des enquêtes sur la façon dont les mufliers sélectionnent leurs couleurs à l'aide de petits ARN  qui modifient la sélection des couleurs dans les mufliers .

### Publications
- (en) Carpenter et Coen, « Floral homeotic mutations produced by transposon-mutagenesis in Antirrhinum majus. », Genes & Development, vol. 4, no 9,‎ 1er septembre 1990, p. 1483–1493 (ISSN 0890-9369, PMID 1979295, DOI 10.1101/gad.4.9.1483, lire en ligne)
- (en) Coen, Romero, Doyle et Elliott, « floricaula: A homeotic gene required for flower development in antirrhinum majus », Cell, vol. 63, no 6,‎ 1990, p. 1311–1322 (PMID 1702033, DOI 10.1016/0092-8674(90)90426-F, S2CID 46586130, lire en ligne)
- Carpenter et Coen, « Transposon induced chimeras show that floricaula, a meristem identity gene, acts non-autonomously between cell layers », Development, vol. 121, no 1,‎ 1er janvier 1995, p. 19–26 (ISSN 0950-1991, PMID 7867500, DOI 10.1242/dev.121.1.19, lire en ligne)
- (en) Luo, Carpenter, Vincent et Copsey, « Origin of floral asymmetry in Antirrhinum », Nature, vol. 383, no 6603,‎ 1996, p. 794–799 (ISSN 0028-0836, PMID 8893002, DOI 10.1038/383794a0, S2CID 2188470, lire en ligne)
- Bradley, Carpenter, Copsey et Vincent, « Control of inflorescence architecture in Antirrhinum », Nature, vol. 379, no 6568,‎ février 1996, p. 791–797 (PMID 8587601, DOI 10.1038/379791a0, S2CID 998958)